# Directeur musical

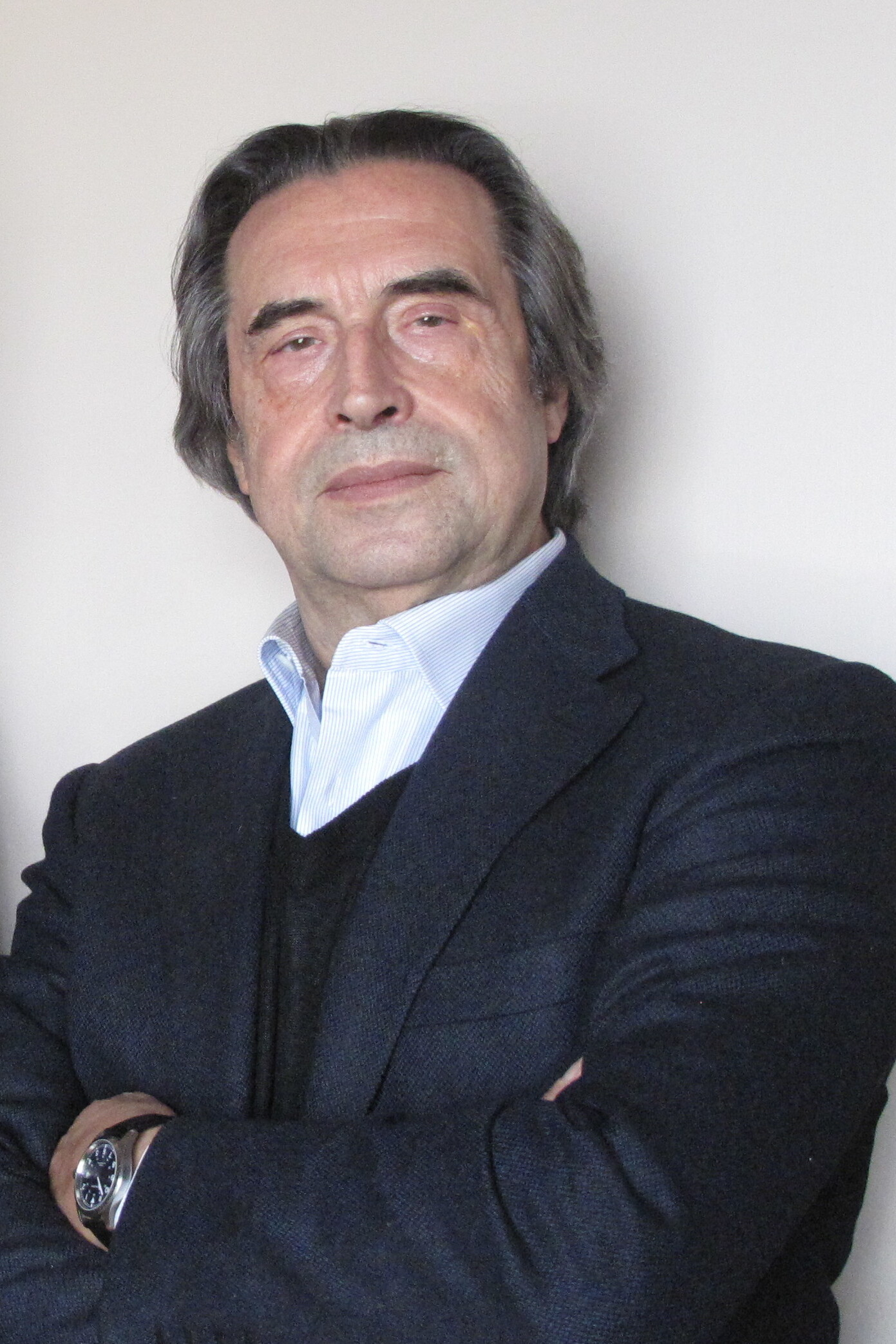
Riccardo Muti, successivement directeur musical de l'Orchestre Philharmonia, de l'Orchestre de Philadelphie, de l'Orchestre de la Scala de Milan et de l'Orchestre symphonique de Chicago.

Le titre de directeur musical ou directrice musicale désigne le chef d'orchestre attitré de nombreux orchestres symphoniques, orchestres d'opéra ou orchestres d'harmonie. Certains orchestres de ce type n'ont pas de directeur musical.

## Rôle
Le directeur musical est le chef d'orchestre attitré de nombreux orchestres symphoniques, orchestres d'opéra ou orchestres d'harmonie : il dirige la formation pour la majorité des concerts et a un rôle de décision et de contrôle plus ou moins important sur l'orchestre (choix des œuvres jouées, des enregistrements, des lieux de tournées, nombres de répétitions des œuvres, droit de regard sur l'engagement des instrumentistes, choix des concertistes ou autres chefs d'orchestre invités…). Il est engagé, la plupart du temps, pour une période de plusieurs années et, parfois, est élu par les musiciens titulaires de l'orchestre.

« Un directeur musical, c'est celui qui incarne l'orchestre, il dirige non seulement la musique mais il donne aussi une image et une vision à son ensemble. »

Dans certains orchestres, il est parfois appelé « chef d'orchestre principal » ou encore « chef d'orchestre permanent ». Il se distingue du « chef d'orchestre invité » qui lui est engagé par l'orchestre pour une courte période (pour quelques répétitions suivies de quelques concerts symphoniques, pour une période de quelques mois ou pour un nouvel opéra) et qui se borne à une stricte activité de chef d'orchestre.

## Variations selon les orchestres
Le rôle d'un directeur musical n'est pas nécessairement le même d’un orchestre à l’autre.
Certains orchestres comme l'orchestre philharmonique de Berlin élisent leur directeur musical, d'autres n'en ont pas comme l’orchestre philharmonique de Vienne.
Dans le passé, certains chefs charismatiques ont passé leur carrière dans le même orchestre, comme Herbert von Karajan nommé à vie en 1955 par les musiciens du Berliner Philharmoniker, Willem Mengelberg pendant cinquante ans avec le Concertgebouw d'Amsterdam, Ievgueni Mravinski avec l'orchestre philharmonique de Leningrad…
Quelques rares chefs ont l'envergure pour être directeur musical de plusieurs formations orchestrales simultanément, souvent un orchestre symphonique et un orchestre lyrique, par exemple :
- Mariss Jansons avec le Concertgebouw d'Amsterdam et l'orchestre symphonique de la Radiodiffusion bavaroise ;
- Daniel Barenboim ;
- Paavo Järvi.

La nomination d'un directeur musical médiatique pour de stricts aspects commerciaux présente le risque de déstabiliser un orchestre s'il n'est pas accepté par l'orchestre.
Souvent un directeur musical et un orchestre partagent le projet mutuel de progresser sur la scène internationale :

« Je n'aime pas être un chef invité. J'ai toujours été directeur musical : à Malmö puis Stockholm, dix ans à Cincinnati, depuis cinq ans à Francfort. Il n'y a qu'ainsi que l'on peut construire une relation de confiance avec les musiciens et le public, créer une identité musicale. »

— Paavo Järvi
.